# Sindon
Sindon is een bestuurslaag in het regentschap Boyolali van de provincie Midden-Java, Indonesië. Sindon telt 4862 inwoners (volkstelling 2010).